# Or (pel·lícula)
Or (אור) o també Or (My Treasure) és una pel·lícula dramàtica israeliana del 2004 protagonitzada per Dana Ivgy en el paper principal d'Or, una adolescent que lluita per ser responsable de la seva mare prostituta Ruthie, interpretada per Ronit Elkabetz. La producció franco-israeliana es va estrenar el 14 de maig de 2004 al 57è Festival Internacional de Cinema de Canes.

## Argument
Una adolescent anomenada Or (Dana Ivgy) treballa en diferents feines per ajudar-se a mantenir-se a si mateixa i a la seva mare. Quan la seva mare, la Ruthie (Ronit Elkabetz), torna a casa després d'una estada a l'hospital, Or li diu a la Ruthie que li ha trobat feina per netejar cases.
Tanmateix, la Ruthie no està motivada per la seva nova feina mal pagada i ràpidament torna a la prostitució.
Mentrestant, Or comença un romanç creixent amb la seva veïna i amiga de la infància, Ido. Després de dormir juntes, la mare de l'Ido s'enfronta a la Ruthie i deixa clar que encara que li agrada Or no aprova la seva relació.
La seva relació amb l'Ido i la seva família s'esfondra, i es troba incapaç de pagar el lloguer i està desesperada per salvar la seva mare del carrer, o comença a prostituir-se també, primer oferint serveis sexuals al seu propietari i finalment unint-se a un servei d'escort.

## Repartiment
- Dana Ivgy com a Or
- Ronit Elkabetz acom a Ruthie
- Katia Zinbris com a Rachel
- Meshar Cohen com a Ido

## Recepció
Or va guanyar 10 premis, inclosos cinc al 57è Festival Internacional de Cinema de Canes, i va ser nominada per a 8 més. Rotten Tomatoes va donar a la pel·lícula una puntuació de frescor del 77%.

### Premis i nominacions
Acadèmia de Cinema Israelià
- Millor actriu - Dana Ivgy (guanyadora)
- Millor direcció artística - Avi Fahima (nominació)
- Millor director - Keren Yedaya (nominació)
- Millor pel·lícula - (nominació)
- Millor guió - Keren Yedaya
Sari Ezouz (nominació)
- Millor actriu secundària - Ronit Elkabetz (nominació)

Festival de Cinema de Bogotà
- Millor pel·lícula - Keren Yedaya (nominació)

Festival Internacional de Cinema de Bratislava
- Gran Premi - Keren Yedaya
Ronit Elkabetz
Dana Ivgy (guanyadora)

Festival de Canes
- Gran premi de la Setmana de la Crítica - Keren Yedaya (guanyadora)
- Cámera d’Or - Keren Yedaya (guanyat)
- Premi Regards Jeune a la millor pel·lícula - Keren Yedaya (guanyadora)
- Premi de guió SACD - Keren Yedaya
Sari Ezouz (guanyador)
- Premi de la Crítica Jove a la Millor Película - Keren Yedaya (guanyadoraa)

17ns Premis del Cinema Europeu
- El descobriment europeu de l'any - Keren Yedaya (nominació)

Festival de Cinema de Jerusalem
- Premi Wolgin a la millor pel·lícula israeliana - Keren Yedaya (nominació)

Festival Internacional de Cinema Contemporani de Ciutat de Mèxic
- Millor èxit - Keren Yedaya (guanyat)
- Millor actriu - Ronit Elkabetz compartit amb Dana Ivgy (guanyat)

Festival Internacional de Cinema de Palm Springs
- New Voices/New Visions Menció especial del jurat - Keren Yedaya (guanyadora)

XXV edició de la Mostra de València
- Palmera de Bronze i menció a la millor interpretació femenina per Dana Ivgy i Ronit Elkabetz[6]